# Адитрон

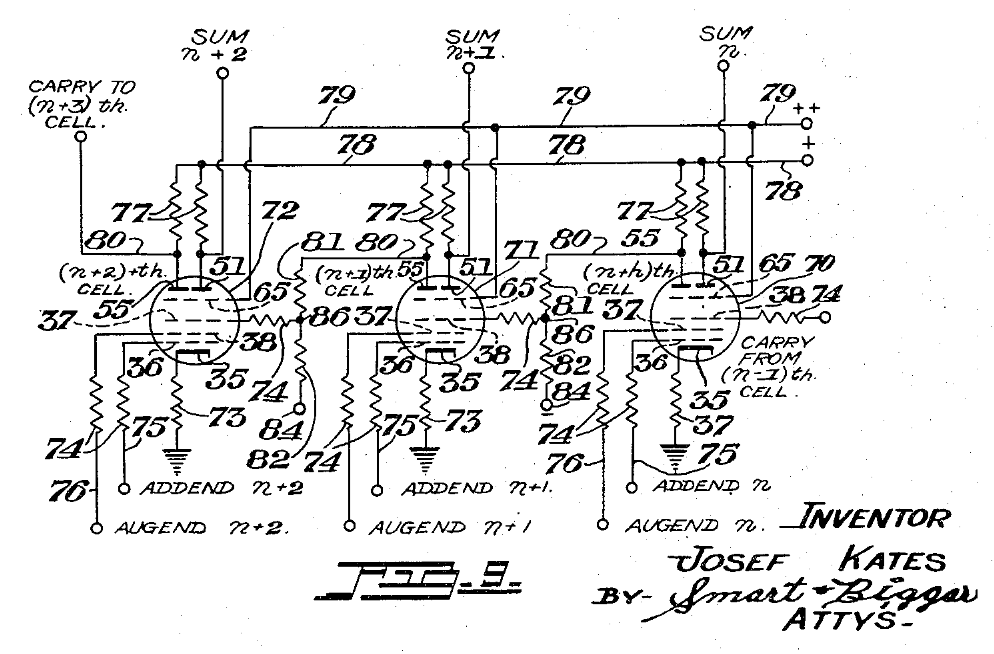
Схема 3-розрядного суматора із використанням адитронів із

Адитрон (англ. additron) — електронна лампа, яку близько 1950 року розробив доктор Джзеф Кейтс для заміни кількох окремих електронних ламп і опорних компонентів, необхідних для виконання функції однорозрядного цифрового повного суматора. Кейтс розробив адитрон з метою підвищити надійність, одночасно зменшивши розмір, енергоспоживання та складність електронного комп'ютера Торонтського університету (UTEC).
Адитрон не було запущено у виробництво в Canadian Rogers Vacuum Tube Company, де створено прототипи, і не використано в машині UTEC. Його продемонстровано на Канадській національній виставці 1950 року, як складову електронної гри «Хрестики-нулики» під назвою "Мозок Берті», щоб показати можливості електронних обчислень.
20 березня 1951 року лампу зареєструвала Радіотелевізійна виробнича асоціація як тип 6047.

## Патент
- U.S. Patent 2 784 312